# Oasis (serie de televisión)
Oasis (en hangul, 오아시스; romanización revisada del coreano: Oasiseu) es una serie de televisión surcoreana dirigida por Han-hee y protagonizada por Jang Dong-yoon, Seol In-ah, y Choo Young-woo. Se emitirá por el canal KBS2 desde el 6 de marzo hasta el 25 de abril de 2023, los lunes y martes a las 21:50 (hora local coreana).

## Sinopsis
Oasis está ambientada en un período de cambios rápidos para Corea, en los años ochenta y noventa del siglo pasado. Representa la historia de tres jóvenes que se arriesgaron con fiereza para proteger sus propios sueños, sus amistades y su primer amor.

## Reparto

### Principal
- Jang Dong-yoon como Lee Doo-hak. Después de sufrir una estafa inmobiliaria y vivir la injusta muerte de su padre, busca una venganza. Se enamora a primera vista de Oh Jung-shin, quien acaba de mudarse de Seúl.[2][3]
- Seol In-ah como Oh Jung-shin, una mujer fuerte que sabe cómo luchar contra la injusticia y perseguir sus sueños. Después de llegar de Seúl, entabla una profunda relación con Doo-hak y Chul-woong.[2][4][5]
- Choo Young-woo como Choi Chul-woong, un amigo y rival de Lee desde la infancia.[2][6][7]

### Secundario

#### Allegados a Doo-hak
- Kim Myung-soo como Lee Jung-ho, el padre de Doo-hak, granjero.[8]
- So Hee-jung como Jeom Am-daek, la madre de Doo-hak.[9]
- Shin Yun-ha como Lee Jung-ok, la hermana menor de Doo-hak.
- Do Sang-woo como Kim Hyung-joo, una persona leal a Doo-hak.[10]
- Song Tae-yoon como Kil-soo, ayudante de Doo-hak.[11]
- Ahn Dong-yeop como Jo Seon-woo, un boxeador de secundaria.
- Han Jae-young como Yeom Gwang-tak, jefe de Mugyo-dong Tak-ipa que opera clubes nocturnos, hoteles y mayoristas de licores.
- Jang Young-hyun como Yoo Young-pil, líder de acción de Tak-ipa.
- Lee Han-wi como Go Pung-ho, un expresidiario condenado por fraude inmobiliario, a quien Doo-hak conoció en prisión.[12]
- Jung Ji-soon como Jang Jang-deuk, miembro de la organización de fraude inmobiliario de Pung-ho llamada Joseobang.
- Jang Da-kyung como Ma Cheong-ja, otro miembro de Joseobang.
- Lee Gyo-yeop como Son Su-gong, un falsificador de documentos.[13]

#### Allegados a Jung-shin
- Kang Ji-eun como Cha Geum-ok, el mentor de Jung-shin, distribuidor y productor de cine.[14]
- Ahn Jung-hoon como Go Moon-geun, mayordomo de Geum-ok.
- Seunghee como Ham Yang-ja, la mejor amiga de Jung-shin.[15][16]

#### Allegados a Chul-woong
- Jeon No-min como Hwang Chung-seong.[14]
- Kang Kyung-heon como Kang Yeo-jin.[14]
- Kim Yi-han como Oh Man-ok.[14]
- Park Won-sang como Choi Young-sik, el padre de Chul-woong.
- Ha Hye-seung como Gyeong-ja, empleada en la casa de Chul-woong.

#### Otros
- Jung Bo-min como Geum Yeon-hee, directora ejecutiva de Changsung Fashion.[17][18]
- Bae Seul-ki como Song Yeon-ju, una actriz de éxito.
- Jang Young-jun como Ki Young-tak, un estudiante de otra escuela que intimida a Chul-woong.

#### Apariciones especiales
- Kim Hyo-jin como Oh Tae-ja, la tía de Oh Jung-shin (ep. 2 y 3).[19]

## Producción
El rodaje de la serie comenzó en septiembre de 2022. El primer tráiler se lanzó el 30 de enero de 2023, y el día 6 de febrero se publicaron imágenes de la primera lectura del guion.

## Audiencia
| Temporada | Temporada | Episodio número | Episodio número | Episodio número | Episodio número | Episodio número | Episodio número | Episodio número | Episodio número | Episodio número | Episodio número | Episodio número | Episodio número | Episodio número | Episodio número | Episodio número | Episodio número | Promedio |
| Temporada | Temporada | 1               | 2               | 3               | 4               | 5               | 6               | 7               | 8               | 9               | 10              | 11              | 12              | 13              | 14              | 15              | 16              | Promedio |
| --------- | --------- | --------------- | --------------- | --------------- | --------------- | --------------- | --------------- | --------------- | --------------- | --------------- | --------------- | --------------- | --------------- | --------------- | --------------- | --------------- | --------------- | -------- |
|           | 1         | 1.099           | 0.939           | 1.178           | 1.156           | 1.145           | 1.133           | 1.112           | 1.261           | 1.010           | 1.133           | 1.109           | 1.239           | 1.191           | 1.255           | 1.331           | 1.637           | 1.183    |

| Episodio                                                                                 | Fecha de emisión    | Índice de audiencia | Índice de audiencia | Índice de audiencia |
| Episodio                                                                                 | Fecha de emisión    | Nielsen Korea       | Nielsen Korea       | TNmS                |
| Episodio                                                                                 | Fecha de emisión    | Nacional            | Seúl                | Nacional            |
| ---------------------------------------------------------------------------------------- | ------------------- | ------------------- | ------------------- | ------------------- |
| 1                                                                                        | 6 de marzo de 2023  | 6,3 % (9.ª)         | 6,2 % (6.ª)         | 5,1 % (15.ª)        |
| 2                                                                                        | 7 de marzo de 2023  | 5,2 % (10.ª)        | 4,8 % (9.ª)         | 4,7 % (13.ª)        |
| 3                                                                                        | 13 de marzo de 2023 | 6,6 % (6.ª)         | 6,5 % (4.ª)         | 5,3 % (10.ª)        |
| 4                                                                                        | 14 de marzo de 2023 | 6,4 % (6.ª)         | 6,2 % (4.ª)         | 5,7 % (11.ª)        |
| 5                                                                                        | 20 de marzo de 2023 | 6,5 % (5.ª)         | 5,9 % (6.ª)         | 4,5 % (14.ª)        |
| 6                                                                                        | 21 de marzo de 2023 | 6,7 % (5.ª)         | 6,3 % (4.ª)         | 5,3 % (11.ª)        |
| 7                                                                                        | 27 de marzo de 2023 | 6,4 % (7.ª)         | 6,2 % (5.ª)         | 4,9 % (12.ª)        |
| 8                                                                                        | 28 de marzo de 2023 | 7,4 % (4.ª)         | 7,6 % (3.ª)         | 5,6 % (10.ª)        |
| 9                                                                                        | 3 de abril de 2023  | 6,2 % (6.ª)         | 6,2 % (4.ª)         | 4,6 % (14.ª)        |
| 10                                                                                       | 4 de abril de 2023  | 6,8 % (5.ª)         | 6,6 % (4.ª)         | 5,7 % (12.ª)        |
| 11                                                                                       | 10 de abril de 2023 | 6,9 % (5.ª)         | 6,7 % (4.ª)         | 5,1 % (13.ª)        |
| 12                                                                                       | 11 de abril de 2023 | 7,1 % (5.ª)         | 6,7 % (4.ª)         | 5,8 % (10.ª)        |
| 13                                                                                       | 17 de abril de 2023 | 6,8 % (5.ª)         | 6,4 % (4.ª)         | 6,2 % (10.ª)        |
| 14                                                                                       | 18 de abril de 2023 | 7,7 % (5.ª)         | 7,4 % (3.ª)         | 5,9 % (8.ª)         |
| 15                                                                                       | 24 de abril de 2023 | 8 % (5.ª)           | 8,2 % (3.ª)         | 5,5 % (12.ª)        |
| 16                                                                                       | 25 de abril de 2023 | 9,7 % (3.ª)         | 9,6 % (3.ª)         | 7,2 % (7.ª)         |
| Promedio                                                                                 | Promedio            | 6,9 %               | 6,7 %               | 5,4 %               |
| - En la tabla superior, aparecen en azul los índices más bajos, y en rojo los más altos. |                     |                     |                     |                     |